# Nephrotoma qinghaiensis nigrabdomen
Nephrotoma qinghaiensis nigrabdomen is een tweevleugelige uit de familie langpootmuggen (Tipulidae). De soort komt voor in het Palearctisch gebied.